# 호테이역
호테이역(일본어: 布袋駅)은 일본 아이치현 고난시에 위치한 나고야 철도 이누야마선의 철도역이다. 역 번호는 IY 09이며, 섬식 승강장 2면 4선의 구조를 갖춘 지상역이다.

## 타는 곳
| 1 · 2 | ■ 이누야마 선 | 하행 | 고난 · 이누야마 · 신우누마 · 기후 · 신카니 방면                    |
| 3 · 4 | ■ 이누야마 선 | 상행 | 이와쿠라 · 나고야 · 도요하시 · 주부코쿠사이쿠코 · 쓰루마이 선 방면 |

## 이용 현황
- 2013년 기준 : 8,251

## 역 주변
- 고난 보건소
- 국도 제155호선

## 인접 역
| 나고야 철도 이누야마선                | 나고야 철도 이누야마선 | 나고야 철도 이누야마선   |
| ------------------------------------- | ---------------------- | ------------------------ |
| IY 07 이와쿠라 비와지마 분기점 방면   | □ 쾌속 급행 · ■ 급행   | 고난 IY 10 신우누마 방면 |
| IY 08 이시보토케 비와지마 분기점 방면 | ■ 준특급 · ■ 보통      | 고난 IY 10 신우누마 방면 |